# Madargi, Homnabad
Madargi là một làng thuộc tehsil Homnabad, huyện Bidar, bang Karnataka, Ấn Độ.